# Wantoch (Adelsgeschlecht)

Wappen der Wantoch-Rekowski

Wantoch (auch: Wotoch, Woytoch, Wentoch; Linie: Wantoch-Rekowski o. ä.) ist der Name eines hinterpommerschen Adelsgeschlechts.
Das Geschlecht ist von anderen kaschubisch-polnischen Familien zu unterscheiden, die ebenfalls den Namen oder Beinamen „Rekowski“ führen (Rekowski, Gynz-Rekowski, Styp-Rekowski, Wrycz-Rekowski), aber offenbar nicht stammesverwandt sind.

## Geschichte
Das Geschlecht Wantoch stammt aus Westpreußen, dem heutigen Polen. Es besitzt sowohl eine katholische als auch eine evangelische Linie. Seinen Ursprung hat das Geschlecht in den damaligen Landkreisen Bütow und Lauenburg.
Ein genealogischer Zusammenhang mit dem 1277 urkundlich erscheinenden Dubislaus de Wotuch ist möglich, aber nicht erwiesen. Die sichere Stammreihe der Wantoch beginnt mit Johann Wantoch (Woytoch), der um 1500 als Edelmann Anteilsbesitz in Rekow oder Reckow im Landkreis Bütow (polnisch Bytów) hatte. Spätestens seit Beginn des 18. Jahrhunderts führen Teile der Familie den Beinamen „Rekowski(y)“ nach eben jenem Gut in Reckow. Neben anteiligem Besitz an Reckow besaßen die Wantoch-Rekowski Anteile an Czarndamerow (urkundlich 1784), Zemmen (1784–1836) und Engsee (1782) im Landkreis Schlochau.
Michael von Wantoch-Rekowski, Besitzer eines Gutsanteils in Piechowitz, erhielt 1749 eine preußische Adelsanerkennung, dessen Enkel Joseph von Wantoch-Rekowski (* 1770) eine ebensolche 1804. Ein weiterer Nachkomme, Joseph von Wantoch-Rekowski (* 1845), erhielt eine Adelsanerkennung des königlich-preußischen Heroldsamtes Berlin im Jahr 1887. Stanislaus von Wantoch-Rekowski (1876–1911) wiederum erhielt 1905 eine Adelsbescheinigung des königlich-preußischen Heroldsamts Berlin.

## Persönlichkeiten
- Franz von Wantoch-Rekowski (1851–1929), deutscher Offizier und Diplomat
- Ingrid von Wantoch-Rekowski (* 1967), belgische Bühnenbildnerin
- Danijela von Wantoch-Rekowski (* 1981), Schachspielerin

## Wappen
Blasonierung: Blau über Silber geteilt, oben ein sechsstrahliger goldener Stern, unten ein aufrechter roter Krebs. Auf dem gekrönten Helm der Stern zwischen einem offenen blauen Flug. Die Helmdecken sind blau-golden.
Mülverstedt vermutet, dass das ursprüngliche Stammwappen nur den Stern enthielt und der Krebs als Referenz auf Rekowski (Krebsdorf) (kaschubisch Rek = Krebs) nachträglich hinzugefügt wurde.
Neben dem oben beschriebenen Wappen führten die Familienmitglieder eine Vielzahl von Wappenvarianten:

Wappenvariante der Wantoch-Rekowski I
Wappenvariante der Wantoch-Rekowski Ia
Wappenvariante der Wantoch-Rekowski Ib
Wappenvariante der Wantoch-Rekowski Ic
Wappenvariante der Wantoch-Rekowski Id
Wappenvariante der Wantoch-Rekowski If
Wappenvariante der Wantoch-Rekowski Ig
Wappenvariante der Wantoch-Rekowski Ih
Wappenvariante der Wantoch-Rekowski II
Wappenvariante der Wantoch-Rekowski III
Wappenvariante der Wantoch-Rekowski IIIa